# Guy Gibson
Pour les articles homonymes, voir Gibson.
Guy Penrose Gibson, né le 12 août 1918 à Shimla et mort le 19 septembre 1944 à Steenbergen, est un officier britannique de la Royal Air Force (RAF).

## Biographie
Pilote de bombardier pendant la Seconde Guerre mondiale, Gibson est le premier commandant du No. 617 Squadron RAF, qu'il a notamment dirigé dans l'opération Chastise (Dam Busters) en 1943.
Il a reçu  la Croix de Victoria, l'Ordre du Service distingué, la Distinguished Flying Cross et la Legion of Merit.
Il a réussi plus de 170 opérations militaire avant de mourir au combat à l'âge de 26 ans.
Il avait un chien, Nigger.